# Mordet på Mikael Janicki
Mordet på Mikael Janicki avser ett mord på en 39-årig man i Skärholmen som sköts ihjäl framför sin 12-årige son den 10 april 2024. Mordet har väckt stor medial uppmärksamhet då det drabbade en person utan koppling till organiserad brottslighet.

## Mordet
Janicki och hans 12-årige son var på väg till Skärholmens simhall när de passerade ett gäng ungdomar stående i en gångtunnel. Han vände tillbaka för att konfrontera ungdomarna, vilket ledde till ett tumult där skytten sköt ihjäl honom med två skott framför hans son. Sonen larmade omedelbart 112.

## Reaktioner
Statsminister Ulf Kristersson besökte minnesplatsen för Mikael Janicki i Skärholmen och kallade mordet för "en djurisk grymhet". Sverigedemokraternas partiledare Jimmie Åkesson gick ut med att man "förklarar fullt krig" mot de gängkriminella".
Den 12-årige sonens mor uttryckte i media tacksamhet för allt stöd de har fått från allmänheten efter mordet.

## Rättsligt efterspel
I maj 2024 häktades den person som senare åtalades för mordet på Janicki. Den 19 december 2024 väcktes åtal mot en 18-åring, som var 17 år vid tiden för mordet, för mord och grovt vapenbrott. Samtidigt åtalades fyra andra män för inblandning i mordet med rubriceringarna grovt skyddande av brottsling och medhjälp till grovt skyddande av brottsling.
Den 6 mars 2025 dömde Stockholms tingsrätt den nu 18-årige Mohammed Khalid Mohammed till 14 års fängelse för mord.